# Maximilian
Maximilian oder auch (seltener) Maximillian ist ein männlicher Vorname. Die Kurzform lautet Max oder auch Maxi.

## Herkunft, Bedeutung und historische Verbreitung
Der Name Maximilian kommt aus dem Lateinischen und geht auf den Namen Maximilianus, eine nicht vollständig geklärte Erweiterung von Maximus in der Bedeutung „der Größte“, zurück.
Mehrere christliche Heilige tragen den Namen Maximilian, darunter Maximilianus von Numidien, Maximilian von Celeia und Maximilian Kolbe.
Maximilian war in der frühen Neuzeit vor allem im Donauraum sehr populär, zumal er gerade bei den Habsburgern und Wittelsbachern häufiger vorkommt.

## Heutige Verbreitung
Der Name kommt in Deutschland seit über hundert Jahren alljährlich in der Namensgebung vor. Maximilian gelangte in den frühen 1990er Jahren unter die beliebtesten Jungennamen und konnte diese Stellung mehr als eineinhalb Jahrzehnte behaupten. Seit 2019 ist er allerdings nicht mehr in den Top Ten zu finden. In den letzten 10 Jahren wurde der Name rund 36.000 Mal vergeben.
In der Schweiz war der Name in den 1930er Jahren recht beliebt, danach ging seine Popularität stetig zurück. Ab Anfang der 1990er Jahre stieg seine Beliebtheit wieder an. Im Jahr 2023 belegte er Rang 97. Von 1930 bis 2023 wurde der Name etwa 3.500 Mal gewählt. In Österreich zählt der Name seit den 2000er Jahren zu den allerbeliebtesten Jungennamen. Er war 2009–2014 und dann seit 2019 in den Top 3 zu finden. Von 1984 bis 2023 wurden circa 24.900 Jungen so genannt.
Der Name taucht in Tschechien seit 1998 hin und wieder in den Top-200 der Hitlisten auf. In Polen befindet sich der Name seit dem Jahr 2000 regelmäßig in den Top-200. Von 2010 bis 2015 lag er sogar in den Top-100.
In Belgien kommt der Name seit 1995 und in Frankreich seit Mitte der 1980er Jahre regelmäßig in den Hitlisten vor, jedoch gehört er nicht zu den beliebten Vornamen. Der Name wird in den Niederlanden seit 1930 jedes Jahr vergeben, er gilt aber als nur mäßig beliebt. Seine beste Platzierung belegte er im Jahr 2015 mit Rang 332. Maximilian ist in Schweden ein beliebter Jungenname, der sich seit der Jahrtausendwende in den Top-100 der Vornamenscharts befindet. In Dänemark und Norwegen ist er hingegen eher mäßig populär.
In England und Wales hat sich der Name seit 1996 in den Vornamenscharts der Top-200 etabliert. Seit der Jahrtausendwende kommt Maximilian in Schottland und Nordirland fast jedes Jahr in den Vornamenscharts vor, wobei er nicht sonderlich beliebt ist. Der Name wird in Irland seit 1964 jährlich bei der Namenswahl berücksichtigt, er ist aber nur mäßig populär. Die Vergabe ist auch in Liechtenstein und Slowenien nachgewiesen.
In den USA ist die Kurzform Max bei den neu vergebenen Vornamen im Jahr 2018 auf Platz 136, Maximilian auf Platz 448 und Maximillian nicht relevant. In Kanada kommt der Name seit 1980 regelmäßig in den Hitlisten vor.

## Namenstage
- 12. März (Hl. Maximilian, Märtyrer in Theveste)
- 14. August (Hl. Maximilian Kolbe)
- 12. Oktober (Hl. Maximilian von Lorch)

## Varianten
- deutsch – männliche Varianten: Max, Maxl, Maxi, Maxim; weibliche Varianten: Maximiliane, Maxi, Maxa, Maxie, Maxima, Maxime, Maxine
- bretonisch – Masimilian
- bulgarisch – Максимилиан (wiss. Transliteration Maksimilian)
- dänisch – Max
- englisch – männliche Varianten: Maximilian, Max, Maxx; weibliche Varianten: Maxene, Maxine
- finnisch – Maksimilian, Maks
- französisch – männliche Varianten: Maximilien, Maxence; weibliche Variante: Maximilienne
- italienisch – Massimiliano
- lateinisch – Maximilianus, Maximus
- lettisch – Maksimiliāns
- mazedonisch— Максимилиjан, Макси, Маки (wiss. Transliteration Maksimilijan, Maksi, Maki)
- niederländisch – Maximiliaan, Maxim, Max
- obersorbisch – Maksymilijan, Maks
- polnisch – Maksymilian
- portugiesisch – Maximiliano
- rumänisch – Maxim
- russisch – Максимилиан (wiss. Transliteration Maksimilian), Максим (wiss. Transliteration Maksim)
- schwedisch – Maximilian, Max
- slowenisch – männliche Varianten: Maksimiljan, Maks, Makse, Maksel, Maksi, Maksim, Maksimilijan, Maksimir, Makso; weibliche Varianten: Maksa, Maksima, Maksimilijana, Maksimiljana
- spanisch – Maximiliano
- tschechisch – Maxmilián, Maxmilian
- ukrainisch – Максиміліан (wiss. Transliteration Maksimilian), Максим (wiss. Transliteration Maksym)
- ungarisch – Maximilián, Maxim

## Namensträger

### Maximilian
- Maximilian von Österreich (1459–1519), Erzherzog, später römisch-deutscher König, ab 1508 römisch-deutscher Kaiser Maximilian I.
- Maximilian von Pappenheim (1580–1639), Landgraf von Stühlingen und Reichserbmarschall
- Maximilian II. Emanuel (der Großmütige; 1662–1726), Kurfürst von Bayern
- Maximilian von Hessen-Kassel (1689–1753), kaiserlicher Feldmarschall
- Maximilian Emanuel von Württemberg-Winnental (1689–1709), Prinz aus dem Hause Württemberg-Winnental, schwedischer Oberst
- Maximilian von Sachsen, war von 1827 bis 1830 designierter Thronfolger von Sachsen
- Maximilian I., Ferdinand Maximilian Joseph Maria von Österreich (1832–1867), Kaiser von Mexiko
- Maximilian von Sachsen (1870–1951), sächsischer Prinz, katholischer Geistlicher und Gelehrter (Ostkirchenforscher)

- Maximilian Alexander Curt Stemmler (* 1994), bekannt als Trymacs, deutscher Webvideoproduzent

- Maximilian Beister (* 1990), deutscher Fußballspieler
- Maximilian Braun (1903–1984), deutscher Philologe und Slawist
- Maximilian Brückner (* 1979), deutscher Schauspieler
- Maximilian Diehn, bekannt als Kontra K (* 1987), deutscher Rapper
- Maximilian Dorner (1973–2023), deutscher Autor und Journalist
- Maximilian Eggestein (* 1996), deutscher Fußballspieler
- Maximilian Ehrenreich (* 2003), deutscher Schauspieler
- Maximilian Grabner (1905–1948), SS-Untersturmführer im KZ-Auschwitz
- Maximilian Grill (* 1976), deutscher Schauspieler
- Maximilian Grimme, deutscher Musikproduzent, siehe Maxe (Musikproduzent)
- Maximilian Gritzner (1843–1902), deutscher Heraldiker und Kenner der Phaleristik, der Ordenskunde
- Maximilian Joseph Gritzner (1794–1872), deutscher Industrieller und Mitglied der Frankfurter Nationalversammlung
- Maximilian von der Groeben (* 1992), deutscher Schauspieler
- Maximilian Großer (* 2001), deutscher Fußballspieler
- Maximilian Günther (* 1997), deutscher Automobilrennfahrer
- Maximilian von Hatzfeldt-Trachenberg (1813–1859), preußischer Diplomat und Gesandter
- Maximilian Hermann (* 1991), österreichischer Handballspieler
- Maximilian Harden (1861–1927), deutscher Publizist, Journalist, Kritiker und Schauspieler
- Maximilian Janisch (* 2003), Schweizer mathematisch Hochbegabter
- Maximilian Kappler (* 1997), deutscher Motorradrennfahrer
- Maximilian Kleber (* 1992), deutscher Basketballspieler
- Maximilian Klostermeier (* 1995 oder 1996), dänisch-deutscher Pokerspieler
- Maximilian Kolbe (1894–1941), Heiliger, Märtyrer im KZ Auschwitz
- Maximilian Körner (1805–1875), deutscher Jurist und Politiker
- Maximilian Krah (* 1977), deutscher Politiker (AfD)
- Maximilian Kroll (* 1993), deutscher Handballspieler
- Maximilian Lahnsteiner (* 1996), österreichischer Skirennläufer
- Maximilian Lechner (* 1990), österreichischer Poolbillardspieler
- Maximilian Lenz (1860–1948), österreichischer Maler, Graphiker und Bildhauer
- Maximilian Limbach (1820–1895), deutscher Generalleutnant der Bayerischen Armee
- Maximilian Macher (1882–1930), österreichischer Kraftballonführer
- Maximilian Maeder (* 2006), singapurisch-schweizerischer Kitesurfer
- Maximilian von Mohr (1588–1659), tirolischer Politiker und Diplomat
- Maximilian von Moll (* 1967), deutscher Regisseur, Produzent, Autor und Videokünstler
- Maximilian Neuhäußer (* 1981), deutsch-italienischer Schauspieler
- Maximilian du Prel (1904–1945), deutscher Jurist und NSDAP-Funktionär
- Maximilian Pfender (1907–2001), deutscher Ingenieur und Leiter der Bundesanstalt für Materialprüfung
- Maximilian Reinelt (1988–2019), deutscher Ruderer
- Maximilian Rolka (* 1996), polnisch-deutscher Handballspieler
- Maximilian Ronge (1874–1953), österreichischer Oberst & Chef des Evidenzbüros, des Militärgeheimdienstes der k.u.k. Monarchie
- Maximilian Schell (1930–2014), österreichischer Schauspieler, Regisseur und Produzent
- Maximilian Schüttemeyer (* 1993), deutscher Handballspieler
- Maximilian Weiß (* 1988), deutscher Handballspieler
- Maximilian Weiß (* 1998), deutscher Fußballspieler
- Maximilian Weinzierl (* 1997), österreichischer Politiker (FPÖ)
- Maximilian Werner (1815–1875), deutscher Politiker
- Maximilian Werner (* 1996), deutscher Schauspieler
- Maximilian von Wimpffen (1770–1854), österreichischer Feldmarschall
- Maximilian Wittek (* 1995), deutscher Fußballspieler

## Familienname
- Felix Maximilian (* 1976), deutscher Schauspieler

## Künstlername
- Max Maximilian (1885–1930), deutscher Schauspieler und Regisseur

## Ortsname
- Maximilian (Gemeinde St. Georgen), Ortschaft von St. Georgen bei Grieskirchen, Bezirk Grieskirchen, Oberösterreich
- Maximilian (Kraiburg am Inn), Gemeindeteil und eine Gemarkung der Gemeinde Kraiburg am Inn im oberbayerischen Landkreis Mühldorf am Inn